# 야마코시군

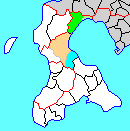
야마코시 군의 위치

야마코시군(일본어: 山越郡)은 일본 이부리국의 군이다.
인구 4,696명, 면적 310.76km², 인구밀도 15.1명/km².(2025년 2월 28일, 주민기본대장인구)
이하 1정으로 구성된다.
- 오샤만베정(長万部町)

## 역사
1869년에 야마코시 군이 두어졌고 홋카이도 이부리국에 포함되었다. 1882년 2월 8일, 폐사치현에 따라 하코다테 현의 소관이 되었다.
- 2005년 10월 1일 - 야쿠모 정이 히야마 지청 관내의 니시 군 구마이시 정과 합병해 후타미 군 야쿠모정이 성립, 군에서 이탈하였다.